# Bo van Wetering
Bo van Wetering (født 5. oktober 1999 i Heerhugowaard, Nederlandene) er en kvindelig hollandsk håndboldspiller som spiller for Győri ETO KC og Hollands kvindehåndboldlandshold. Hun har tidligere spillet for danske Odense Håndbold.